# Барингтон (Илиноис)
Барингтон (енгл. Barrington) град је у америчкој савезној држави Илиноис.

## Демографија
По попису из 2010. године број становника је 10.327, што је 159 (1,6%) становника више него 2000. године.
| Група             | 2000.         | 2010.         |
| Белци             | 9.570 (94,1%) | 9.232 (89,4%) |
| Афроамериканци    | 63 (0,6%)     | 100 (1,0%)    |
| Азијати           | 203 (2,0%)    | 379 (3,7%)    |
| Хиспаноамериканци | 237 (2,3%)    | 468 (4,5%)    |
| Укупно            | 10.168        | 10.327        |